# 다치바나 도세쓰

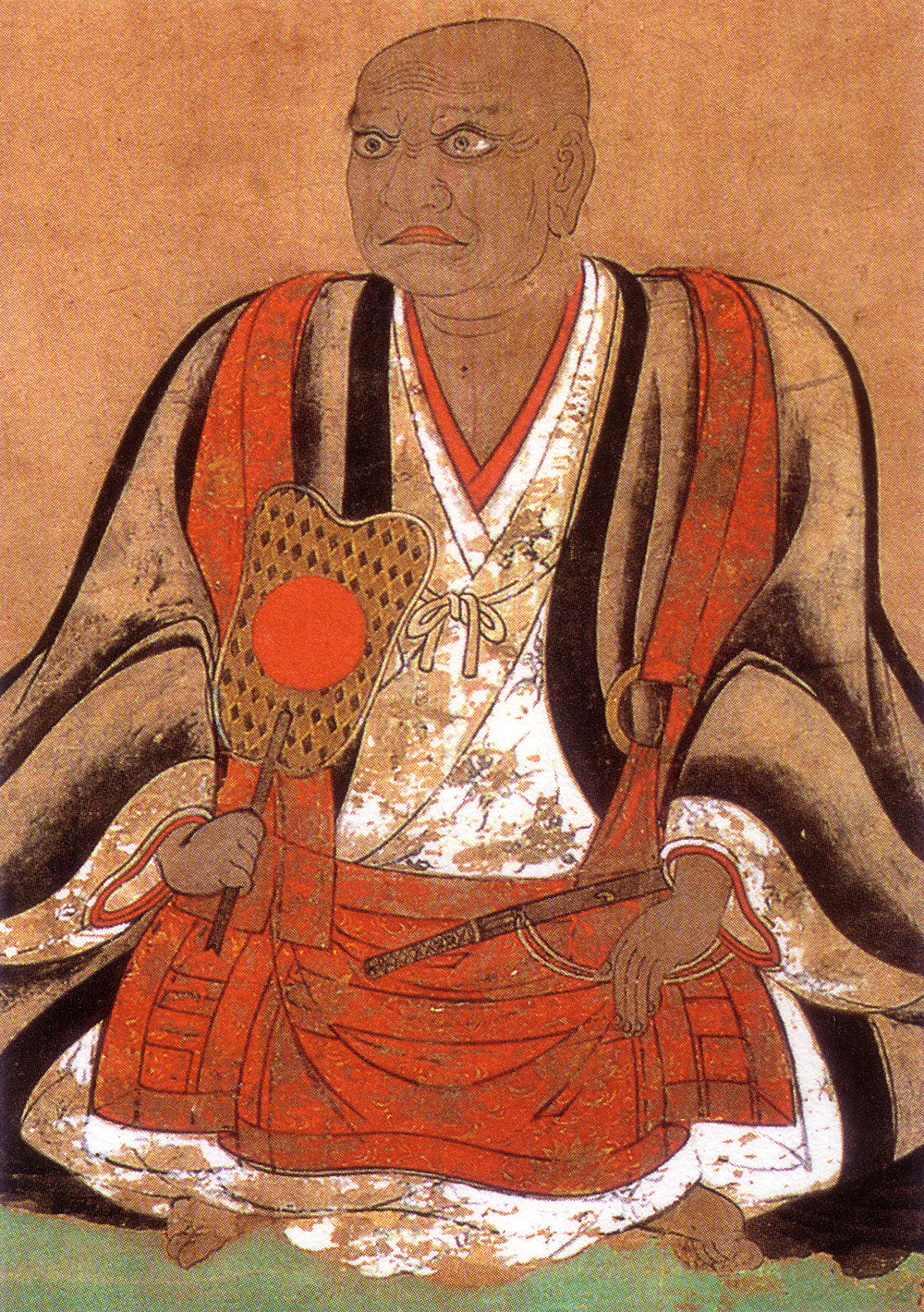
다치바나 도세쓰

다치바나 도세쓰/벳키 아키쓰라(일본어: 立花道雪 타치바나 도세츠[*]/戸次鑑連 벳키 아키츠라[*])는 센고쿠 시대부터 아즈치모모야마 시대까지의 무장이다. 분고의 센고쿠 다이묘·오토모가의 가신. 우스키 아키스미(臼杵鑑速), 요시히로 아키마사(吉弘鑑理)와 함께 오토모가 3숙로(大友家の三宿老)으로 꼽혔다.
오토모 요시아키(大友義鑑)·오토모 요시시게(大友義鎮) 등 오토모 가문 2대를 섬긴 노장에서 기타큐슈 각지를 전전했다. 그 용맹은 모든 구니에 알려지고 두려워하였다. 본인은 다치바나 성을 따르지 않고 벳키 아키쓰라 또는 벳키 도세쓰(戸次道雪)로 일관하고 있다.